# Ribotoxina fúngica

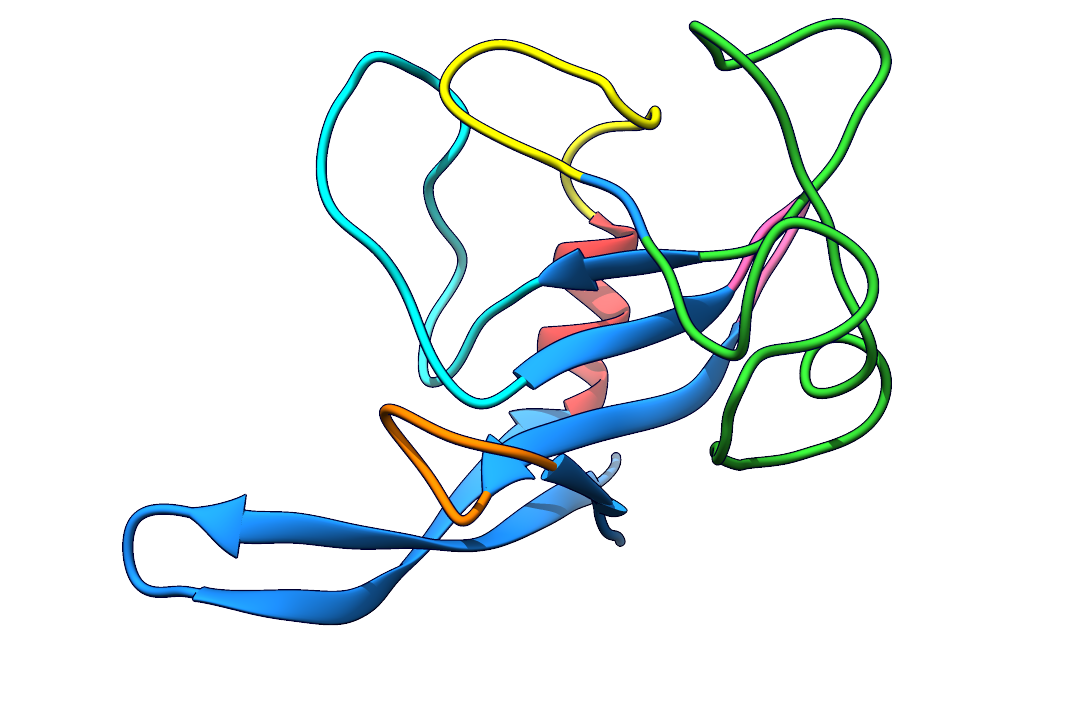
Estructura tridimensional de la proteína α-sarcina (PDB: 1DE3), ribotoxina fúngica producida por el hongo Aspergillus giganteus.

Las ribotoxinas fúngicas son un grupo de ribonucleasas (RNasas) extracelulares secretadas por hongos. Su característica más notable es su insólita especificidad. Inactivan de forma eficaz los ribosomas al cortar un único enlace fosfodiester del rRNA que se encuentra dentro de una secuencia conservada de forma universal. Este corte conduce a la muerte celular por apoptosis. Sin embargo, y dado que son proteínas extracelulares, primero deben entrar en las células que constituyen su diana para ejercer su acción citotóxica. Esta entrada constituye el paso limitante de su acción. No se ha encontrado un receptor proteico, así que para penetrar en las células deben aprovechar cambios de permeabilidad y de las propiedades biofísicas de las membranas, producidos por fenómenos como la transformación tumoral, o una infección viral. Esto explica por qué la α-sarcina, el miembro más representativo del grupo, fue descubierto originalmente como un agente antitumoral. Desafortunadamente, resultó no ser tan seguro como era deseable y su investigación en este campo fue temporalmente abandonada. Uno de los factores determinantes en este proceso de entrada en las células parece ser su capacidad para interaccionar con fosfolípidos cuya cabeza polar muestre carga eléctrica negativa de forma neta. Hoy se sabe, que las ribotoxinas constituyen una amplia familia, producidas por muchos tipos de hongos, con unas características comunes que las convierten en candidatos óptimos para ser empleadas con fines biotecnológicos, como el control de plagas, y para el desarrollo de medicamentos contra el cáncer en forma de inmunotoxinas.

## Distribución
Se han detectado ribotoxinas en muchos hongos diferentes, incluyendo especies entomopatógenas y comestibles, pero hasta ahora solo se ha resuelto la estructura tridimensional de tres de ellas: la α-sarcina, la restrictocina y la hirsutellina A (HtA). Las dos primeras, producidas por Aspergillus giganteus y Aspergillus restrictus, respectivamente, son prácticamente idénticas. HtA, producida por el hongo entomopatógeno Hirsutella thompsonii, es de mucho menor tamaño y solo muestra un 25% de la identidad de secuencia con las otras ribotoxinas mayores. Aun así, conserva todas las características funcionales de la familia. Se conoce una segunda ribotoxina similar a la HtA, la anisoplina (muestran un 70% de identidad de secuencia). La produce el hongo Metarhizium anisopliae, otro patógeno de insectos.

## Características estructurales
Todas las ribotoxinas conocidas son proteínas de entre 130 y 150 aminoácidos que comparten al menos dos elementos diferentes de estructura secundaria ordenada: una lámina β, donde se encuentra su centro activo, y una corta hélice α. Una disposición estructural muy parecida a la de otras RNasas extracelulares fúngicas, que no son tóxicas, y que constituyen una familia cuyo representante mejor conocido es la RNasa T1 de Aspergillus oryzae. Esto explica por qué las ribotoxinas se consideran como los representantes tóxicos del grupo. La observación de sus estructuras tridimensionales explica sus diferencias funcionales en términos de toxicidad, ya que las ribotoxinas presentan largos bucles no ordenados, cargados positivamente, que son mucho más cortos, y cargados negativamente, en sus “parientes” no tóxicos. Son estos lazos de las ribotoxinas los responsables de reconocer los fosfolípidos ácidos, con carga negativa, que facilitan su entrada en las células, y también los determinantes específicos de los ribosomas que les permiten reconocerlos y producir inactivación.

## Mecanismo enzimático
Las ribotoxinas cortan el RNA siguiendo un mecanismo ácido-base general compartido por todas las RNasas fúngicas extracelulares caracterizadas hasta ahora, tóxicas o no. Utilizando dinucleósidos, como el GpA, por ejemplo, se ha demostrado que la rotura del enlace fosfodiester 3′-5′ de este sustrato tiene lugar a través de la formación de un intermedio cíclico que se convierte en el correspondiente derivado 3′-monofosfato, como producto final de la reacción. En definitiva, se trata de una reacción de transfosforilación, seguida de la hidrólisis del mencionado intermedio cíclico. Por este motivo, se dice que son RNasas ciclantes.

## El lazo de sarcina/ricina (SRL)
Las ribotoxinas cortan específicamente un único enlace fosfodiester dentro de la mencionada secuencia conservada. Es un segmento de rRNA que adopta una estructura de bucle y se localiza en una estructura ribosomal conocida como SRL (Sarcin-Ricin Loop), precisamente por ser la diana de la α-sarcina y de la ricina. Esta es el representante mejor conocido de la familia de proteínas inactivadoras de ribosomas (RIP). Estas RIP son también proteínas tóxicas altamente especializadas, producidas por plantas y hongos que inactivan los ribosomas actuando, en este caso, como N-glicosidasas. Su diana se encuentra en la misma estructura singular del rRNA que atacan las ribotoxinas. Depurinan también un único nucleótido, contiguo al enlace fosfodiester que constituye la diana de las ribotoxinas, produciendo idéntico efecto inactivador del ribosoma. Obviamente, según este criterio, las ribotoxinas también son RIPs. Sin embargo, hay un consenso bastante general para emplear este nombre solo para las N-glicosidasas de plantas, mientras que el término ribotoxinas se refiere únicamente a las RNasas fúngicas tóxicas.
En ambos casos, tanto bajo el efecto de las ribotoxinas como de las RIPS, se produce la inactivación completa del ribosoma porque el bucle SRL queda inhabilitado para interaccionar con los factores de elongación de la traducción. En E. coli se ha determinado con precisión que la unión del factor de elongación G (EF-G) es el evento más perturbado por su acción catalítica.
La superficie de las ribotoxinas, cargada positivamente, les permite establecer interacciones electrostáticas favorables entre los residuos de su centro activo y el rRNA, que explican que puedan llevar a cabo ese reconocimiento tan altamente específico del SRL.

## El papel de las membranas biológicas
La toxicidad de las ribotoxinas resulta de la combinación de su actividad catalítica específica y de su capacidad para cruzar las membranas lipídicas. Dado que no se ha encontrado ningún receptor proteico, es la composición lipídica de estas membranas un factor determinante de su actividad citotóxica. Usando sistemas modelos de fosfolípidos se ha demostrado que la α-sarcina es capaz de unirse a vesículas de lípidos enriquecidas en fosfolípidos ácidos, promoviendo su agregación. Un evento que conduce a su fusión y a una alteración de su permeabilidad. Todo ello permite que la proteína se pueda translocar a través de ciertas bicapas lipídicas en ausencia de cualquier otro componente proteico. Curiosamente, la monocapa exterior de las membranas celulares tumorales parece estar enriquecida con fosfolípidos cargados negativamente, lo que parece explicar las propiedades antitumorales de las ribotoxinas.

## Función biológica natural
No está claro por qué los hongos secretan ribotoxinas. Al menos en el caso de los Aspergillus, parece ser que se producen durante la maduración de los conidios, muy probablemente como mecanismo de defensa contra los depredadores. El descubrimiento de que el hongo entomopatógeno Hirsutella thompsonii sintetizaba HtA, seguido de la reciente caracterización de la anisoplina, sugiere la posibilidad de que las ribotoxinas se comporten proteínas insecticidas. Una función que ya ha sido probada, usando larvas de Galeria mellonella en experimentos de laboratorio, no en campo abierto, para la α-sarcina y algunas otras ribotoxinas como la propia HtA.

## Aplicaciones biotecnológicas y biomédicas
La presunta función insecticida de las ribotoxinas abre posibilidades biotecnológicas para utilizarlas como base para el diseño nuevos bioinsecticidas, respetuosos con el medio ambiente. De hecho, extractos de H. thompsonii y M. anisopliae se comercializan como agentes de control de plagas de distintos cultivos, si bien no consta todavía que su efecto se deba específicamente a la presencia de ribotoxinas. No cabe duda, sin embargo, de que las ribotoxinas podrían utilizarse, de forma independiente o como parte de fórmulas de bioplaguicidas, y que constituirían un producto más controlado y reproducible que el extracto fúngico completo que se emplea ahora. La toxicidad potencial de las ribotoxinas contra los vertebrados podría superarse mediante el diseño de nuevas variantes con una toxicidad inespecífica disminuida. Su combinación con virus patógenos de insectos, como algunos baculovirus, representa otro enfoque prometedor para este control biológico. Los baculovirus naturales ya se utilizan como biopesticidas eficaces, pero su modificación genética para suministrar ribotoxinas podría ser una alternativa muy eficaz y segura para el control de plagas.
El interés por las ribotoxinas también ha revivido ante la perspectiva de su uso como potenciales componentes de inmunotoxinas antitumorales. Estas inmunotoxinas son moléculas quiméricas compuestas por un fragmento de un anticuerpo específico, responsable de dirigirse contra un antígeno de superficie presente solo en ciertas células tumorales, fusionado con una ribotoxina que promueve la muerte de la célula reconocida por dicha construcción. Estos diseños de inmunotoxinas basadas en el empleo de ribotoxinas han demostrado ser altamente efectivos, aunque también en experimentos de laboratorio: con ratones y células tumorales en cultivo. No han sido todavía probadas en humanos. El beneficio adicional de no mostrar ningún efecto secundario indeseable detectable, muy probablemente debido al reconocimiento altamente específico del antígeno por parte del anticuerpo empleado, las hace especialmente atrayentes para el tratamiento terapéutico de ciertos tumores sólidos. Este enfoque ha mejorado recientemente con la incorporación de diferentes variantes artificiales de ribotoxinas, como una que no puede cruzar las membranas por sí sola, pero conserva la actividad inactivante del ribosoma, o una versión desinmunizada de α-sarcina, que en experimentos in vitro se ha revelado incapaz de desencadenar una respuesta activadora de linfocitos T. Dado que el fragmento de anticuerpo utilizado está humanizado, esta última construcción sería entonces prácticamente invisible al sistema inmune, aumentando de esta forma la ventana temporal de su acción.